# Pier Alessandro Garda
Pier Alessandro Garda, all'anagrafe Pietro Nicola Garda (Ivrea, 23 febbraio 1791 – Samone, 11 gennaio 1880), è stato un collezionista d'arte, politico e filantropo italiano.

## Biografia
Il padre Francesco era giacobino e divenne appaltatore dell'esercito napoleonico; l'agiatezza raggiunta gli permise di iscrivere Pier Nicola (nome di battesimo del figlio) all'ex collegio Lemoine di Parigi. Garda proseguì gli studi all'Università di Torino, dove si laureò in medicina nel 1810. Nel 1812 frequentò l'Accademia di cavalleria di Saint-Germain-en-Laye, da cui uscì l'anno seguente col grado di sottotenente.
Congedato dopo la Restaurazione, rientrò a Ivrea. Partecipò attivamente ai moti del 1820 e, quando questi fallirono, si rifugiò all'estero, per poi andare a combattere come volontario in Spagna e Portogallo contro il duca d'Angouleme. Nel 1823 si imbarcò per l'America Latina, dove soggiornò per alcuni anni, tornando in Europa nel 1832. Il suo lungo peregrinare terminò il 27 giugno 1839 quando ottenne l'amnistia per i fatti del 1821.
Allo scoppio dell'ondata rivoluzionaria del 1848 che portò in Piemonte la promulgazione dello Statuto Albertino, fu nuovamente in prima fila a Ivrea. Eletto deputato al Parlamento Subalpino nel collegio di Vistrorio per la sinistra, votò coerentemente sempre a favore delle libertà e a tutela delle fasce meno agiate della popolazione. Proseguì la sua attività politica ricoprendo l'incarico di sindaco a Samone fino al 1871.
Confermando il suo spirito libertario, nel corso della Spedizione dei Mille il 27 agosto 1860 si recò in Sicilia, dove ebbe colloqui con Garibaldi, Crispi e Depretis. Leggiamo nelle sue Memorie: «Mi decisi a partire per la Sicilia a raggiungere Garibaldi come buon volontario e prestare tutto il mio possibile aiuto» Conscio che l'età gli impediva di essere realmente operativo, il 23 settembre 1860 rientrò in Canavese.

## Il museo

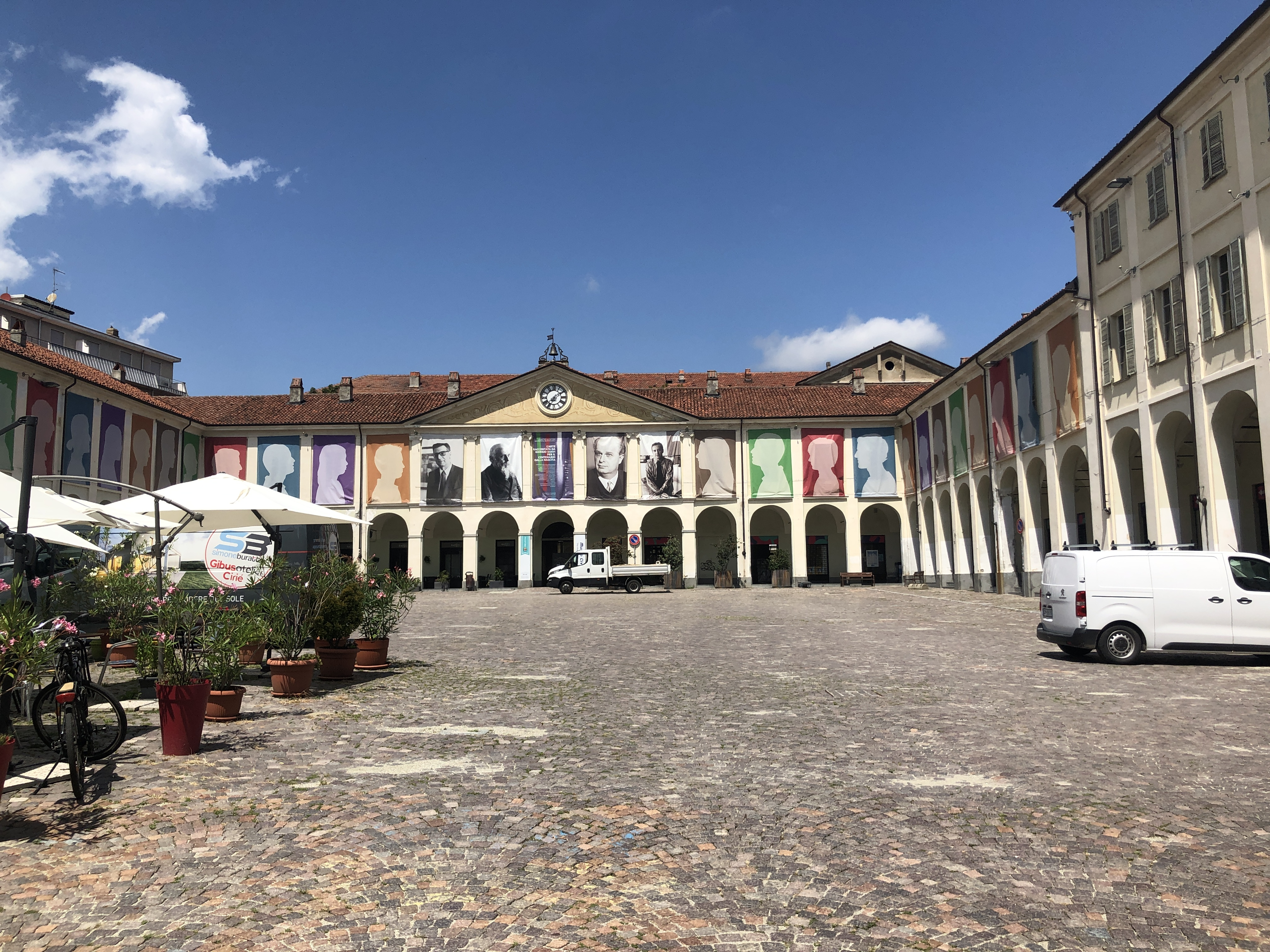
La sede del Museo in piazza Ottinetti

Pier Alessandro Garda, celibe e senza eredi diretti, intendeva offrire la sua collezione di oggetti d'arte al Comune di Ivrea; nel 1874 inviò la proposta al sindaco: 
Il Comune accettò immediatamente e iniziò a cercare i locali adatti, che vennero identificati nel Palazzo Giusiana. Il 6 dicembre 1876 avvenne l'inaugurazione.,